# N-Ацетилмурамовая кислота
N-Ацетилмурамовая кислота или НАМ — органическое вещество, производное моносахарида — простой эфир N-ацетилглюкозамина и молочной кислоты. Вместе с N–ацетилглюкозамином (посредством β(1→4)-гликозидной связи) входит в состав структурного компонента клеточной стенки бактерий гетерополимера муреина.